# Mitino (Kaliningrad)
Mitino (russisch Митино, deutsch Stantau) ist ein Ort in der russischen Oblast Kaliningrad. Er gehört zur kommunalen Selbstverwaltungseinheit Stadtkreis Gurjewsk im Rajon Gurjewsk.

## Geographische Lage
Mitino liegt elf Kilometer nordöstlich der Stadt Kaliningrad (Königsberg). Im Westen des Ortes führt der neu errichtete Primorskoje Kolzo (Autobahn-Küstenring) vorbei. Die nächste Bahnstation ist Gurjewsk-Nowy (bis 1945 Trausitten) an der Bahnstrecke Kaliningrad–Sowetsk (Königsberg–Tilsit).

## Geschichte
Das einstige Stantau wurde im Jahre 1318 gegründet. 
Von 1874 bis 1945 war es in den Amtsbezirk Trutenau (heute russisch: Medwedewka) eingegliedert, der zum Landkreis Königsberg (Preußen) (1939 bis 1945 Landkreis Samland) im Regierungsbezirk Königsberg der preußischen Provinz Ostpreußen gehörte. Im Jahre 1910 lebten in Stantau 154 Menschen.
Am 30. September 1928 wurden die beiden Nachbargutsbezirke Matzkahlen (russisch: Bogatowo) und Wange (Jarowoje) nach Stantau eingemeindet. Die Einwohnerzahl stieg bis 1933 auf 309 und betrug 1939 bereits 330.
Infolge des Zweiten Weltkrieges kam Stantau aufgrund seiner Lage im nördlichen Ostpreußen zur Sowjetunion. Der Ort erhielt im Jahr 1947 die russische Bezeichnung Mitino und wurde gleichzeitig dem Dorfsowjet Matrossowski selski Sowet im Rajon Gurjewsk zugeordnet. Später gelangte der Ort in den Komsodemjanski selski Sowet. Von 2008 bis 2013 gehörte Mitino zur Landgemeinde Dobrinskoje selskoje posselenije und seither zum Stadtkreis Gurjewsk.

## Kirche
Mehrheitlich war die Bevölkerung Stantaus bis 1945 evangelischer Konfession und in das Kirchspiel der Quednauer Kirche eingepfarrt. Es gehörte zum Kirchenkreis Königsberg-Land II innerhalb der Kirchenprovinz Ostpreußen der Kirche der Altpreußischen Union. Heute liegt Mitino im Einzugsbereich der evangelisch-lutherischen Auferstehungskirche in Kaliningrad (Königsberg) in der Propstei Kaliningrad der Evangelisch-lutherischen Kirche Europäisches Russland (ELKER).